# 洛弗施泰因山

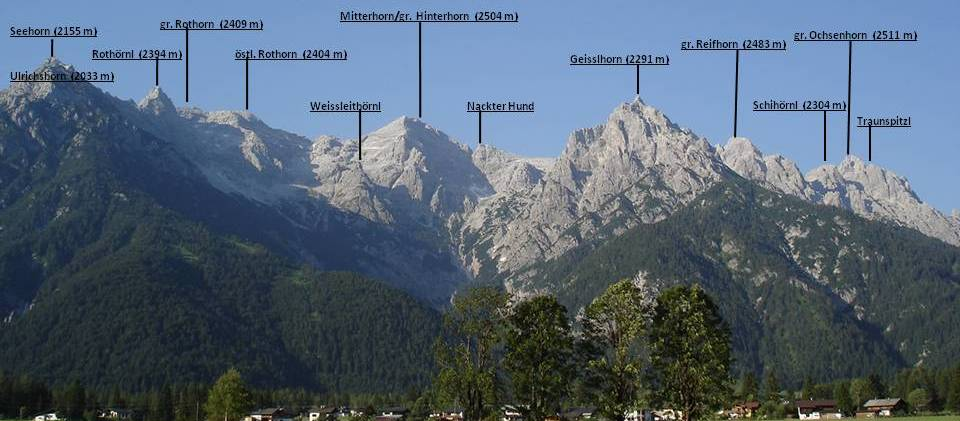

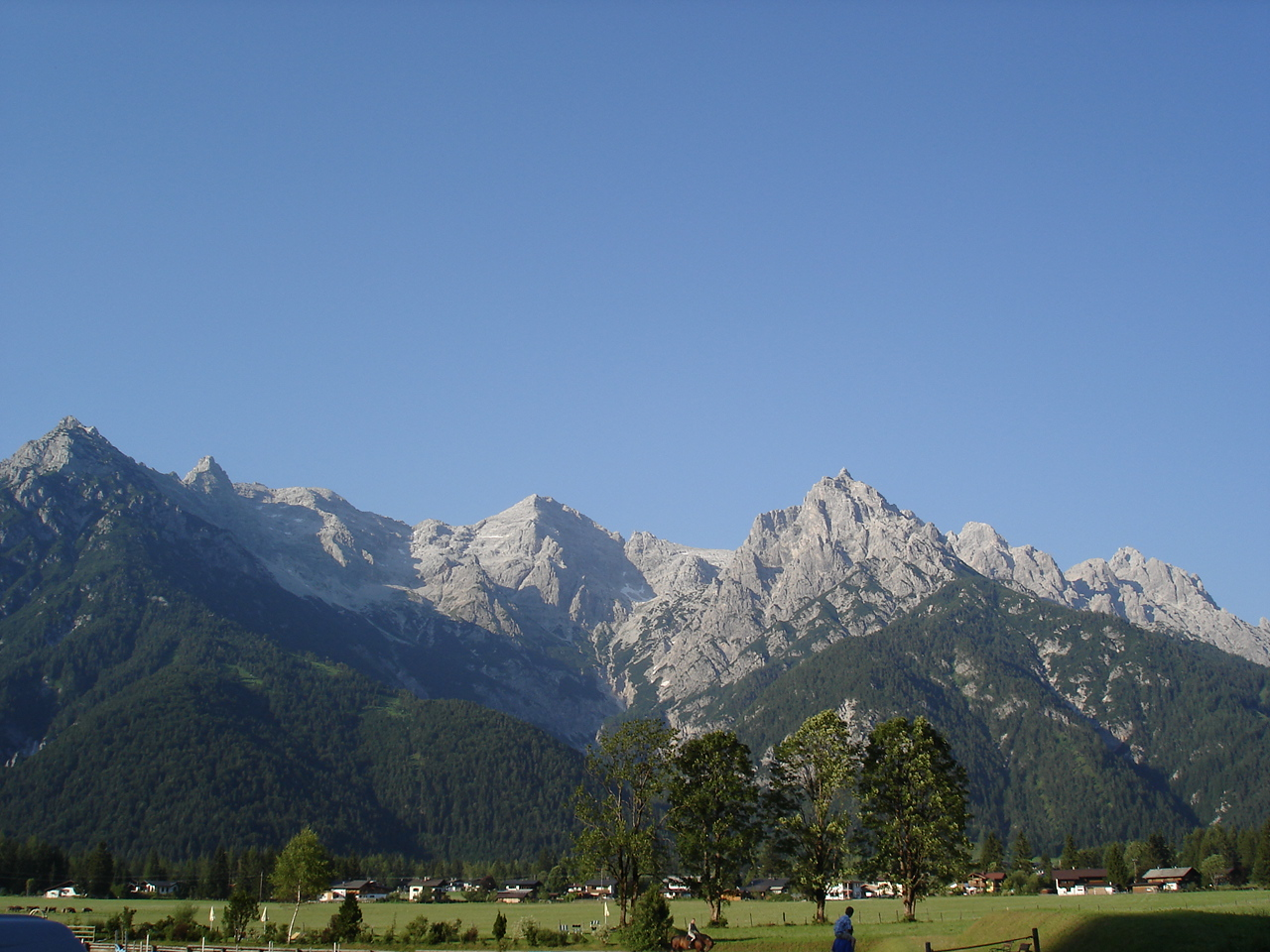

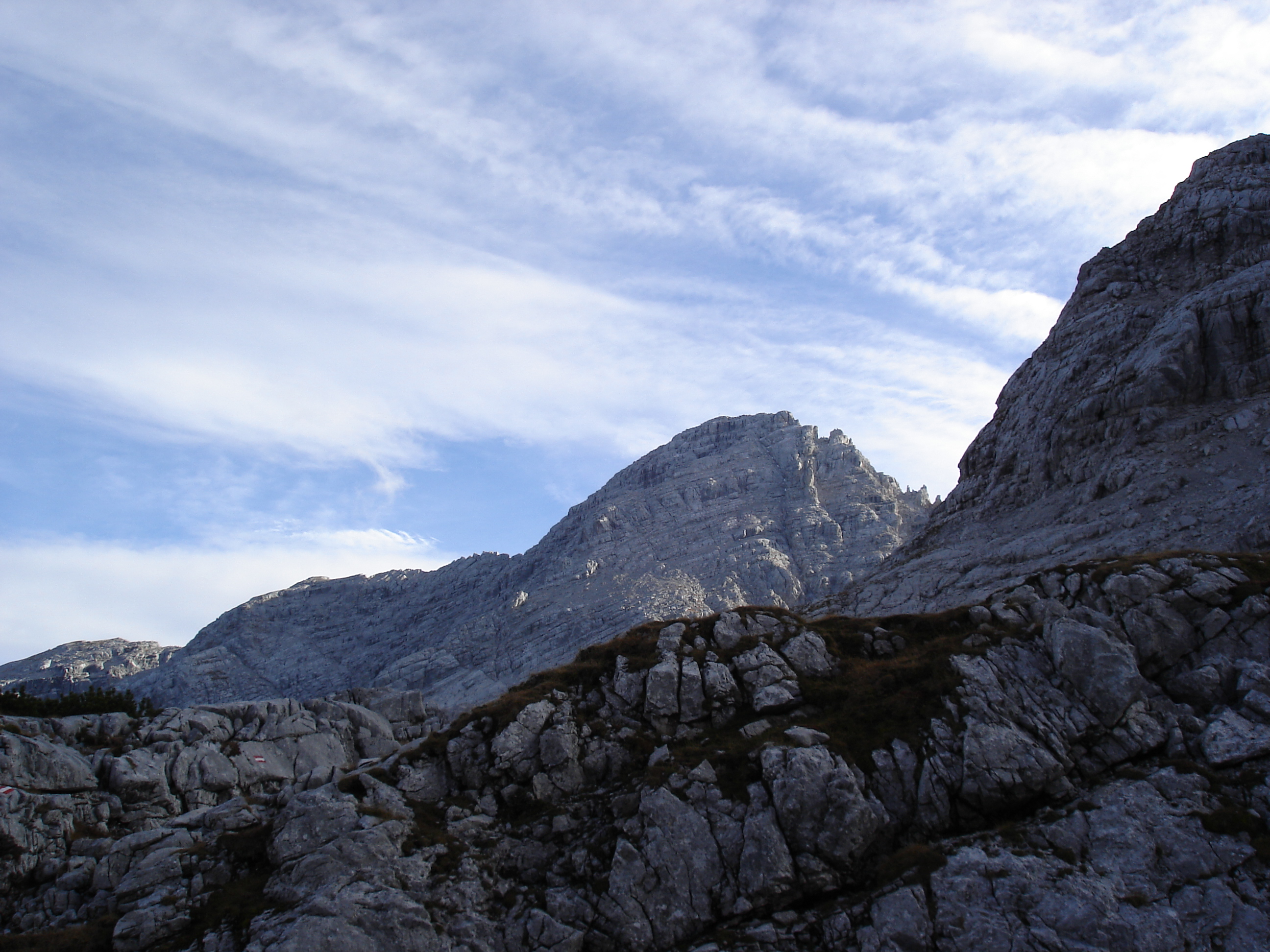

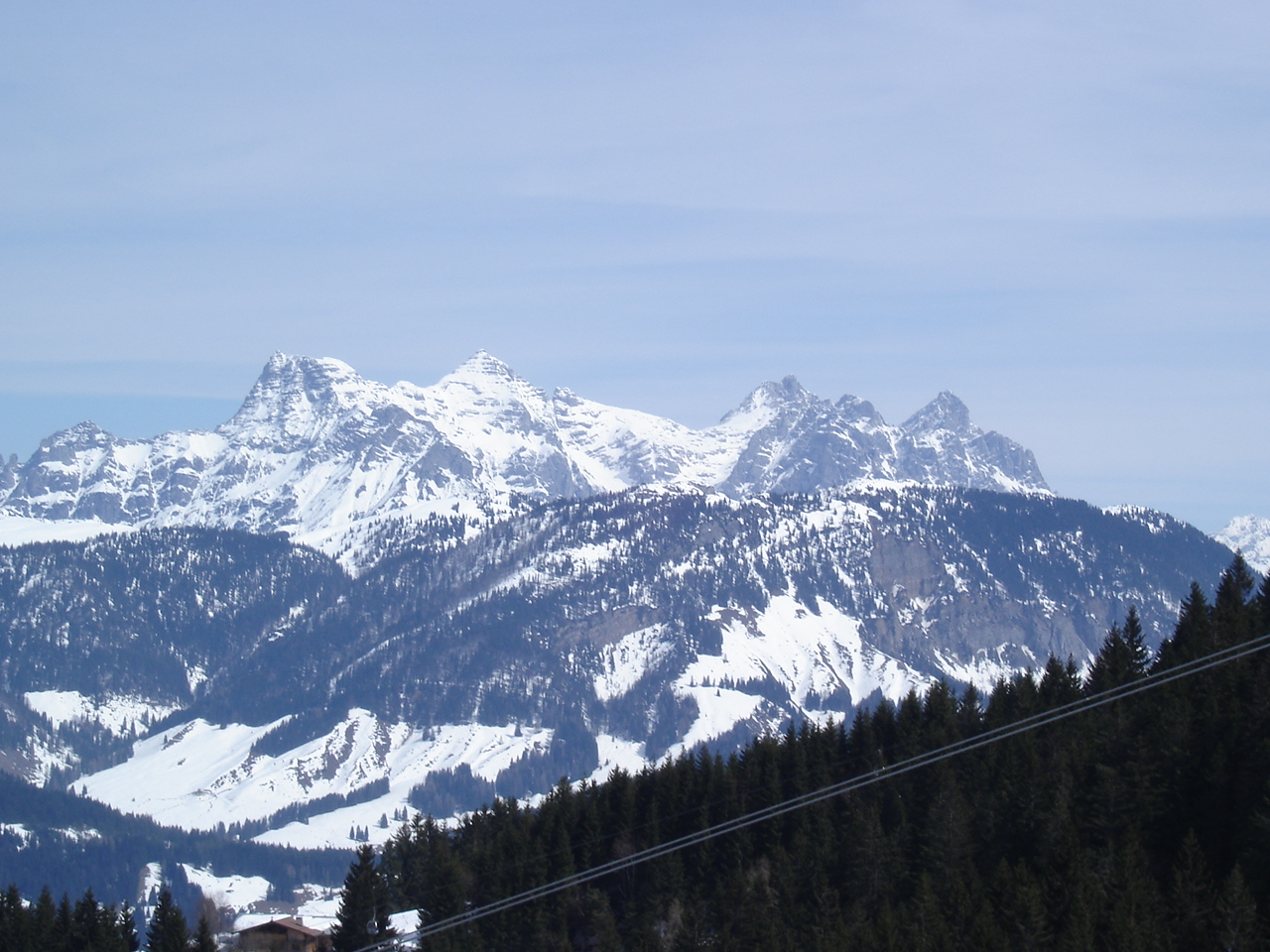

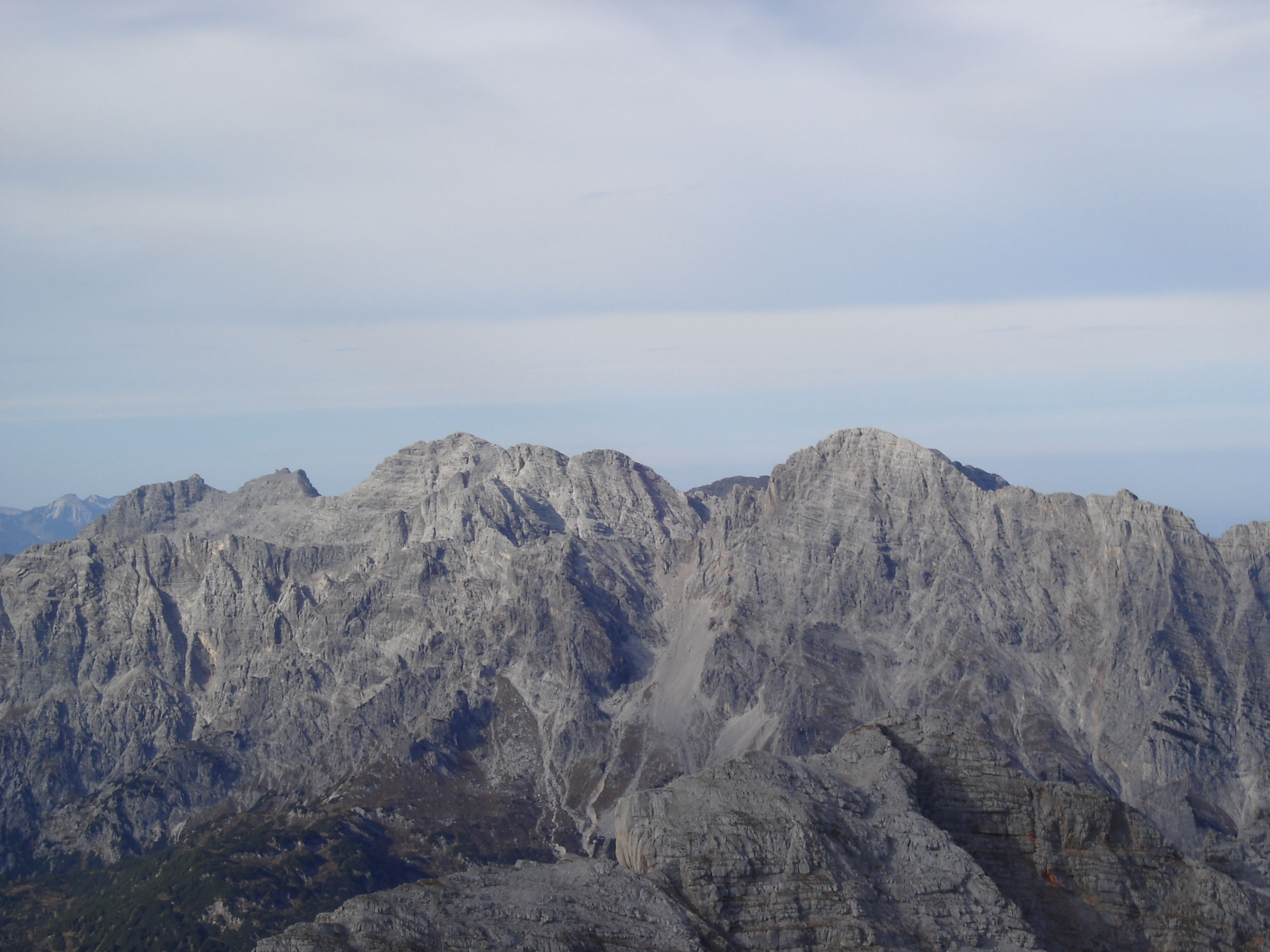

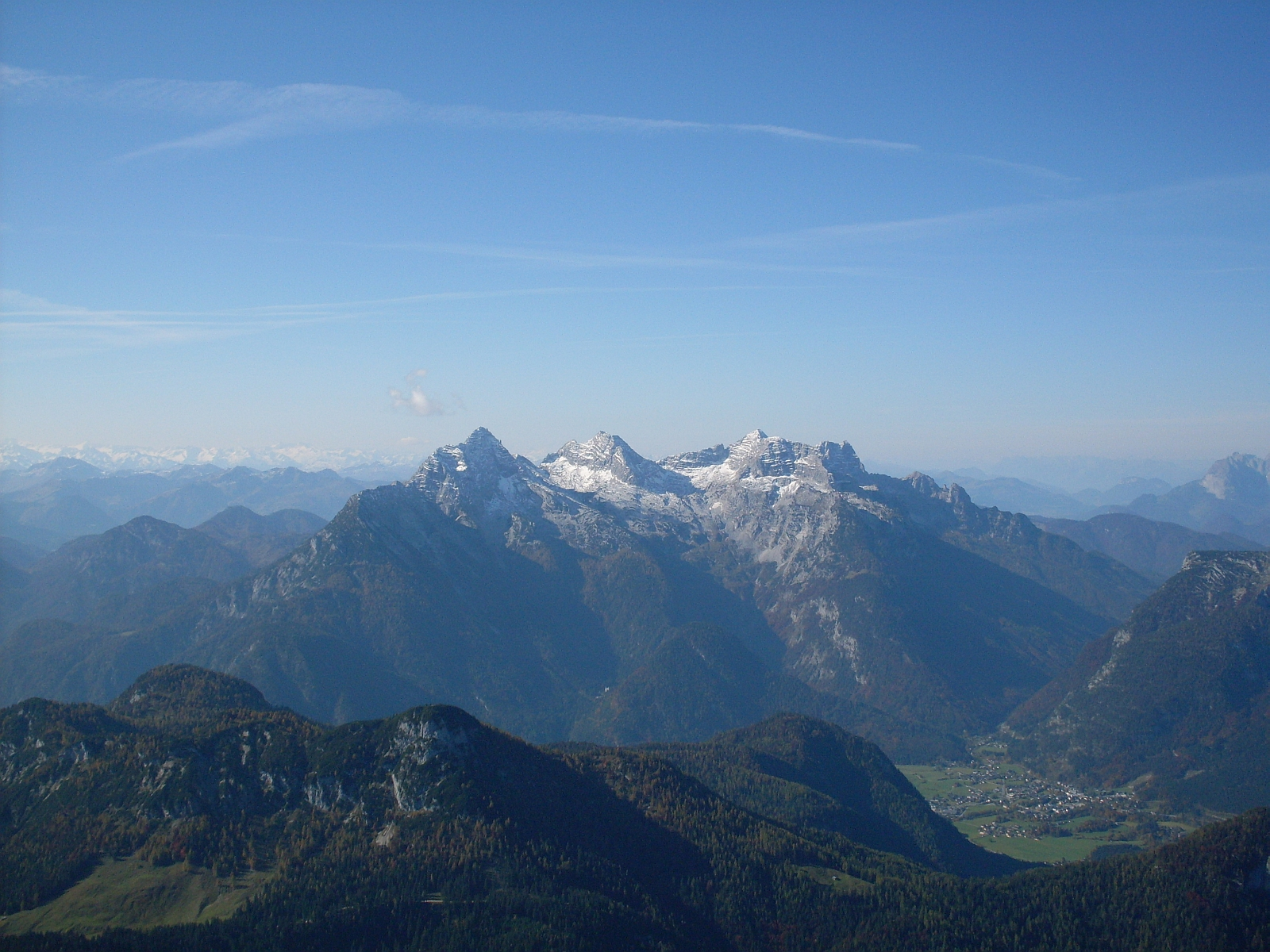

洛弗施泰因山（德語：Loferer Steinberge）是奧地利的山脈，是北石灰岩山脉的一部分，橫跨蒂羅爾州和薩爾茨堡州，最高點海拔高度2,511米，山脈名稱來自鄰近城鎮洛弗。

## 外部連結
- Homepage of the Schmidt Zabierow Hut （页面存档备份，存于）
- Description at SummitPost （页面存档备份，存于） - (English)